# جويدو جوينيزلي
جويدو جوينيزلي (بالإيطالية: Guido Guinizzelli)‏ (تقريبًا 1230-1276) من مواليد بولونيا في إميليا رومانيا في شمال إيطاليا، وشاعر إيطالي و «مؤسس» دولتشي ستيل نوفو. كان أول من كتب في هذا الأسلوب الجديد من الكتابة الشعرية، وهكذا يعتبر مؤسسه عمليًا.

## روابط خارجية
- جويدو جوينيزلي على موقع الموسوعة البريطانية (الإنجليزية)